# Auleben
Das Europadorf Auleben ist ein Ortsteil der Landgemeinde Stadt Heringen/Helme im thüringischen Landkreis Nordhausen.

## Lage
Auleben befindet sich südöstlich der Stadt Nordhausen, am Südrand der Goldenen Aue, am Fuß der Nordabdachung der Windleite, westlich der Talsperre Kelbra. Wie die gesamte Goldene Aue liegt auch Auleben im Einzugsgebiet der Helme.
Südlich und südwestlich des Dorfes erhebt sich die Windleite. Im Norden erstreckt sich die große Tiefebene der Goldenen Aue, nördlich davon kann man in der Ferne die Höhen des Harzes und Alten Stolberg erkennen. Im Südosten erhebt sich die Badraer Schweiz, welche den Übergang zwischen dem Kyffhäusergebirge und der Windleite darstellt.

### Umliegende Ortschaften
Im Norden von Auleben in der Niederung der Goldenen Aue direkt an der Helme befindet sich das Gehöft Aumühle, dahinter befindet sich das Dorf Görsbach im Nordosten jenseits des Stausees Kelbra befindet sich der Ort Berga (Kyffhäuser), im Osten befindet sich das ehemalige Vorwerk der Numburg, dahinter weiter östlich der Bootshafen, Campingplats und Strandbad des Stausees Kelbra, dann die Stadt Kelbra, (Kyffhäuser). Im Südosten befindet sich das Dorf Badra, im Süden erhebt sich die Windleite, dort befindet sich das ehemalige Verwerk Buchholz, weiter südlich dann das zu Badra gehörende Gut Schersen, im Südwesten jenseits der Windleite befindet sich die Stadt Sondershausen, im Westen ganz in der Nähe liegt das Dorf Hamma und im Nordwesten Heringen (Helme), beide wie Auleben zwischen Windleite und Goldener Aue gelegen.

#### Wüstungen
Westlich von Auleben, auf halbem Wege nach Hamma, befand sich das abgegangene Dorf Ritterode. Südwestlich von Hamma in der Nähe der Kaffeemühle im Hammatal lag einst der Ort Rödchen. Den Hammaer Bach abwärts nordöstlich von Hamma, nordwestlich von Auleben befand sich der Ort Horne. Nördlich von Auleben kurz vor der Aumühle südlich der Helme gab es den Ort Langenrieth.

### Verkehr
Asphaltierte Straßen gibt es nur in 2 Richtungen:
- nach Norden über Aumühle nach Görsbach zur Bundesstraße 80 und zur Autobahn 38 Leipzig–Göttingen.
- nach Westen, nach Heringen (Helme) mit Abzweigung nach Hamma.

Beide Straßen nennen sich L2079.
Es gibt eine befestigte aber nicht asphaltierte, aber ganzjährig befahrbare Straße in östliche, dann südöstliche Richtung nach Badra.
Auch in Richtung Osten nach Kelbra gab es eine Straße, welche im Laufe der Jahre immer mehr zu einem Feldweg degradiert wurde, welche vor allem aus Naturschutzgründen für den Auto-Durchgangsverkehr im Abschnitt um die Numburg herum gesperrt ist, aber mit dem Fahrrad benutzt werden kann. Bei länger anhaltendem Regenwetter kann dieser Weg in Abschnitten verschlammen, welches ein Vorwärtskommen erschwert.
Auch gibt es Feld- und Waldwege, welche mit dem Fahrrad benutzt werden können Richtung Süden über das Verwerk Buchholz zum Gut Schersen, und Richtung Südwesten über die Windleite und dem Pfaffenteich nach Sondershausen.
Die nächsten Bahnhöfe befinden sich in Görsbach und Heringen (Helme). Auleben hat Busanschluss nach Görsbach, und auch nach Nordhausen über Hamma, Heringen, Uthleben und Sundhausen mit der Linie 20 der Nordhäuser Stadtwerke, welcher auch am Bahnhofsvorplatz in Nordhausen hält.

### Naturschutzgebiete
Der Ort ist im Norden des Naturpark Kyffhäuser (305 km²), welcher sich wiederum einen Teil des Geoparks Kyffhäuser (833 km²) bildet.
Innerhalb dieser beiden Parks befinden sich folgende Naturschutzgebiete in der Nähe Aulebens.

#### Ramsar Schutzgebiet Helmestausee Nummer 176
Dazu gehören die nördlich Aulebens befindlichen Fischteiche und östlich davon befindlichen Feuchtgebiete des Hochwasserrückhaltebeckens, welche die westliche Ausdehnung des Stausees Kelbra im Fall eines größeren Hochwassers bilden.
Diese Feuchtgebiete einschließlich der gesamten Wasserfläche des Kelbraer Stausees und der Salzwiesen an der Solequelle der Taternlinde bilden seit 1978 des Ramsar Schutzgebietes Nummer 176, welche also sich über Teile der Gemarkungen Bergas, Kelbras, Badras, Görsbachs und Aulebens erstreckt.

#### FFH (Flora, Fauna, Habitat) 2000 - Gebiete
Im Norden, Osten und Südosten Aulebens befinden sich die folgenden FFH (Flora-Fauna-Habitat)-2000 Gebiete,
- Im Norden, Nosten, Osten und Südosten des Ortes erstreckt sich das große Flora-Fauna-Habitat (FFH-2000)- Gebiet Kyffhäuser - Badraer Schweiz – Solwiesen (4632-302) mit 3382 ha,
- das sich weitgehend mit diesem überlappenden FFH-Gebiet Kyffhäuser – Badraer Schweiz – Helmestausee (4531-403) mit 3781 ha, und seinem dazugehörigen FFH-Gebiet Helmestausee Berga-Kelbra (4531-401) mit 784 ha.

#### Naturschutzgebiete
Innerhalb dieser beiden großen sich weitgehend überlappenden FFH-Gebiete sind mehrere ältere Naturschutzgebiete enthalten. In der Nähe (östlich) Aulebens befindet sich darin das alte Naturschutzgebiet Schlossberg-Solwiesen mit der Nummer 165 423 und einer Fläche von 5,415 km², welches die Badraer Schweiz, westliche Teile des Kelbraer Stausees, die Salzwiesen mit seltenen Halophyten unterhalb (nördlich) und die Karsthöhen oberhalb (südlich) der Taternlinde mit den Hühnengräbern einschließt, Weite Teile dieses Gebietes wurden bereits 1828 als Naturschutzgebiet deklariert.
All diese Naturschutzgebiete, FFH -2000-Gebiete und das Ramsar Schutzgebiet überlappen sich, unterliegen aber unterschiedlicher Verwaltung und Bewirtschaftungsnormen und bilden somit das Herzstück der oben genannten Parks.
Zum Naturpark und Geopark Kyffhäuser gehört auch der Süden und Südwesten des Ortes, also der gesamte Höhenzug der Windleite, einschließlich der Ortslage Auleben, auch wenn dort im Moment noch keine weiteren Naturschutzgebiete oder FFH-Gebiete markiert worden sind.

## Geschichte

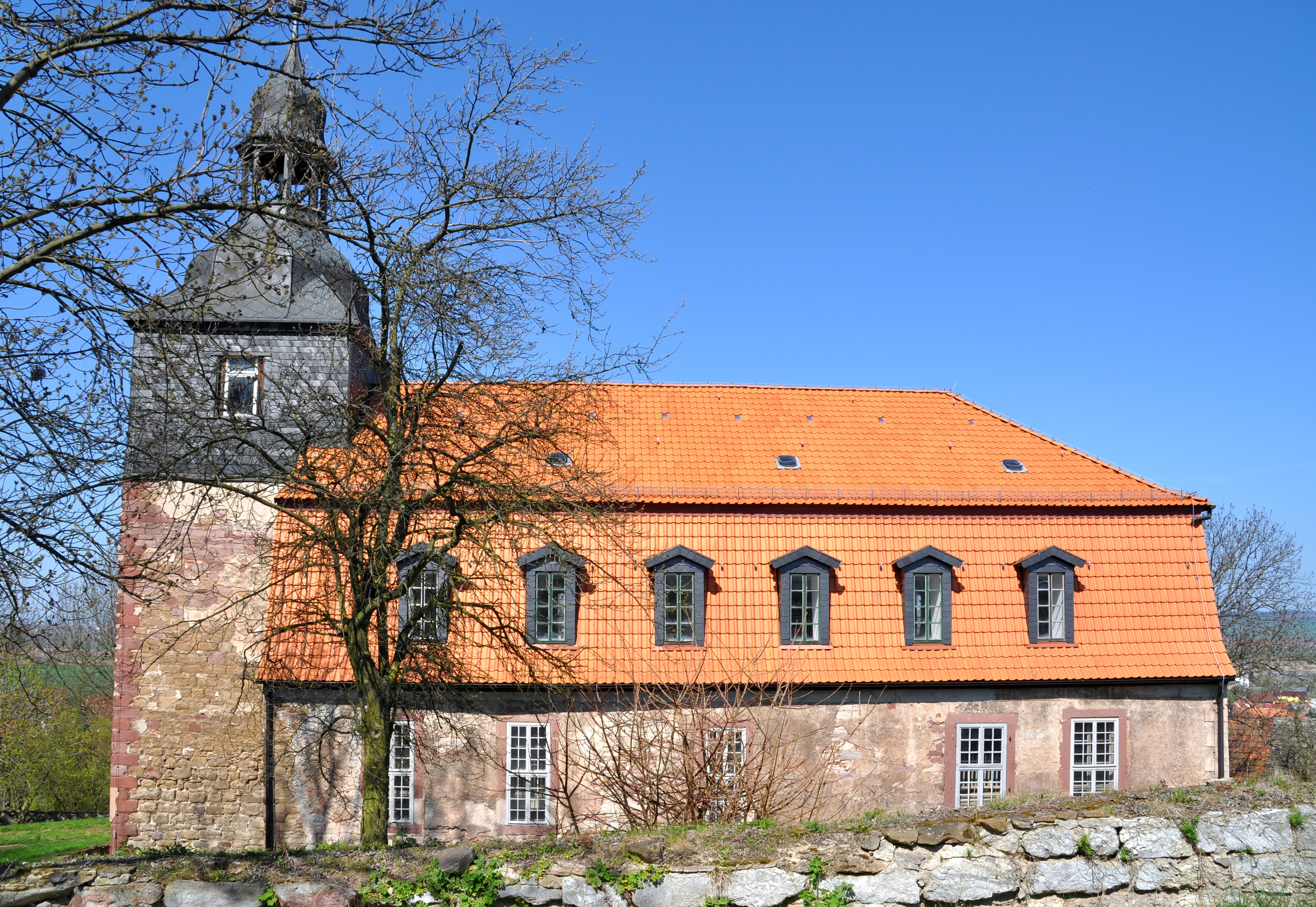
Sankt Petrus und Paulus zu Auleben

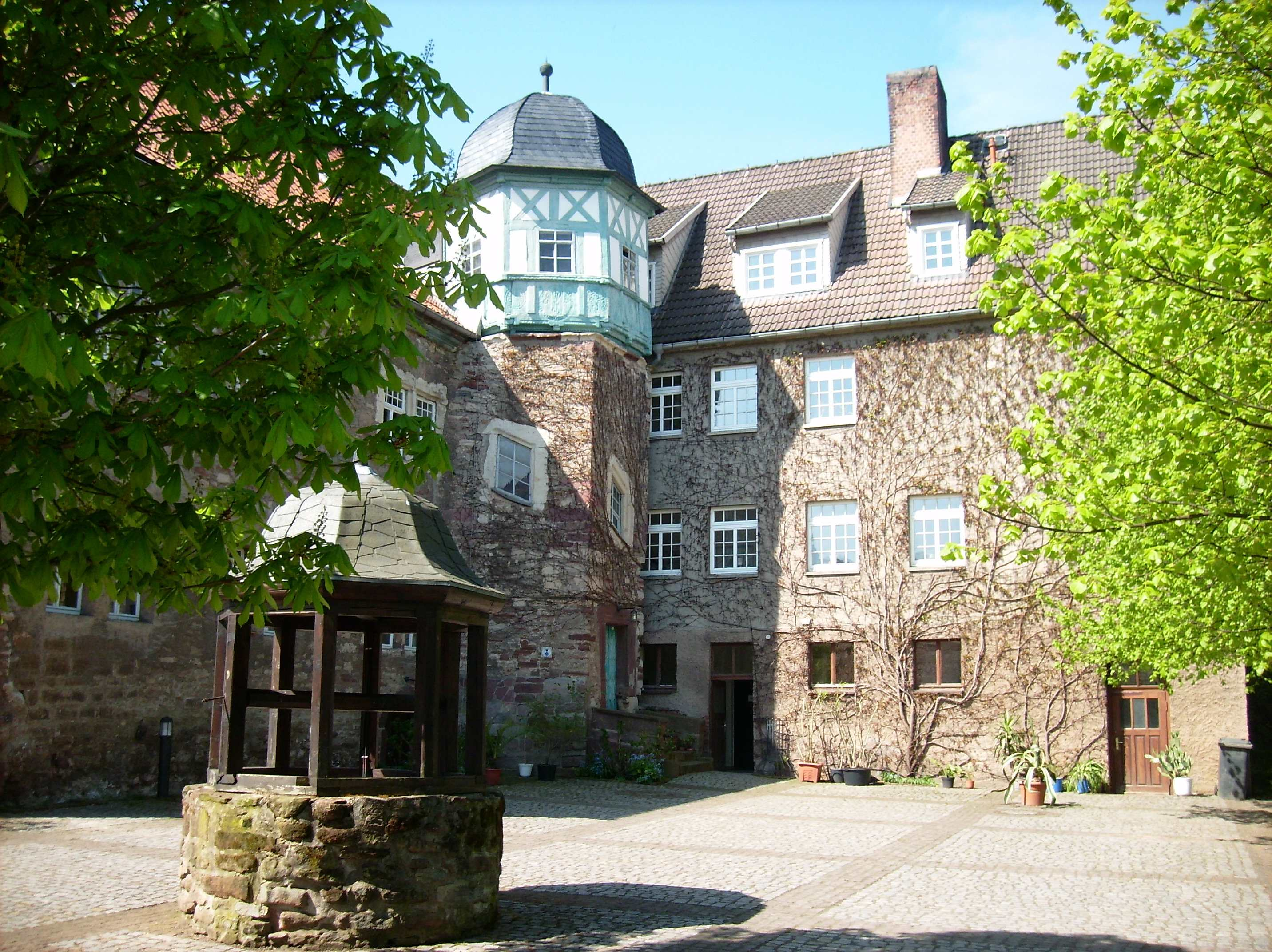
Humboldt-Schloss Auleben

Auleben liegt in der Goldenen Aue und gehörte früher zum Kreis Sangerhausen des 1816 gebildeten Regierungsbezirk Merseburg der preußischen Provinz Sachsen und zuvor zum schwarzburg-stolbergischen Amt Heringen.

### Anfänge
Ein steinzeitliches Mauerkammergrab wurde 1889 entdeckt.
Auleben befand sich wie die meisten Ortschaften der Goldenen Aue im mittelalterlichen thüringischen Helmegau. Urkundlich wurde Auleben 802–817 erstmals erwähnt. Seit 1216 sind Adlige nach dem Ort benannt, die aber bereits ab dem 13. Jahrhundert nicht mehr im Ort nachgewiesen sind. Eine wallartige Erhebung von zwölf Meter Durchmesser weist auf eine ehemalige Burgmotte hin. Neben diesem Gelände steht das schlichte Humboldtsche Schloss, das 1600 auf einem Vorgängerbau errichtet wurde.
An den Hängen oberhalb des Dorfes befindet sich ein Feld von bronze- und jungsteinzeitlichen Grabhügeln, die auf eine lange Siedlungsgeschichte hinweisen. Dieses Gräberfeld besitzt eine Sonderstellung wegen seiner Ausdehnung und Belegungsdauer in Thüringen. Funde belegen bronzezeitlichen Salzhandel mit Handelskontakten bis ins heutige Niedersachsen.

### Rittergüter
Im Ort, der von fruchtbaren Böden umgeben ist, existierten seit dem Mittelalter fünf Rittergüter.
Ein im Ort als das Humboldt-Schloss bekanntes Landgut war im Besitz der Familie von Dacheröden und wurde durch einen Pächter bewirtschaftet. Wilhelm von Humboldt hatte 1791 Caroline von Dacheröden, Tochter des Erfurter Stadthauptmanns, geehelicht und lebte mit dieser bis März 1793 völlig zurückgezogen in diesem Gutshaus in Auleben in einer Art selbstgewähltem Exil. Für die junge Familie, die in den Städten Berlin und Erfurt aufgewachsen waren, bildete das Landleben einen starken Kontrast und besonders Karoline fügte sich nur schwer in die biedere Gesellschaft der Landadeligen ein.
Eines der bedeutendsten dieser Güter besaß bis 1574 Hans von Stockhausen. Dann übernahmen Vertreter der Familie von Bila dieses Gut und unterteilten es in einen Ober- und einen Unterhof. Am 30. Juni 1813 erfolgte der Verkauf an Johann August Fleck, einen Kaufmann und Tabakfabrikanten in Nordhausen, der das Gut jedoch nur bis zum 24. März 1814 besaß und es an Christoph Gottfried Schneidewind, der schwarzburgischer Kommissionsrat in Heringen war, weiterverkaufte. Als Schneidewind Anfang 1819 oder kurz davor starb, verwaltete seine Erbengemeinschaft das Gut. Die Erben verkauften das Rittergut am 6. Januar 1844 an Friedrich August Karl Stockmann, Justizkommissar, später Rechtsanwalt in Nordhausen. Am 24. April 1846 erfolgte die Ablösung der Lehnspflicht von preußischer Seite, die andere Hälfte des Besitzes war ein Lehen der Grafen zu Stolberg. Stockmanns Nachlass wurde 1878 reguliert und die Familie von Eberstein gelangte in den Besitz des Gutes, die es bis zum Beginn des 20. Jahrhunderts besaß und dann an die Familie von Schlotheim verkaufte, die es ihrem Schlotheim'schen Rittergut zu Auleben hinzufügte.
Die Familie der Herren von Schlotheim ist urkundlich seit mindestens 1440 auch in Auleben begütert. 1440 kaufte Hans von Schlotheim etliche Güter zu Auleben sowie 1442 das vakant gewordenen Rittergut des Ewald von Salza und Heinrich von Germar zu Auleben („Ouweleibin“) zusammen mit Rudolf von Husen und Fritsch von Lissen zu Mannlehen von Botho Graf von Stolberg und Wernigerode und Heinrich Graf von Schwarzburg, Herr zu Arnstadt und Sondershausen. Im Zeitpunkt des Aufenthalts von Wilhelm von Humboldt in Auleben gehörte das heutige Schlotheim'sche Herrenhaus bereits der Familie von Schlotheim, diese wohnte aber zu diesem Zeitpunkt auch noch in verschiedenen Linien in Allmenhausen und Uthleben. Dortige Familienmitglieder waren zumeist als Offiziere, Verwaltungsbeamte und Wissenschaftler in Auswärtigen Diensten tätig. 1880 werden die beiden Brüder Thilo und Hugo von Schlotheim sowie ihr Vetter Ludwig (Louis) von Schlotheim als gemeinsame Eigentümer der beiden Schlotheim'schen Rittergüter in Auleben und Uthleben aufgeführt, allesamt gemeinsame Enkel des fürstlich schwarzburgischen Amtshauptmannes Carl Christian von Schlotheim (1739–1804), der ebenfalls zuvor Besitzer der Schlotheim'schen Rittergüter zu Uthleben und Auleben war.
Die Schlotheim'schen Rittergüter zu Auleben und Uthleben werden 1945 entschädigungslos konfisziert. Das Schlotheim'sche Herrenhaus in Auleben wurde nach der Wiedervereinigung durch die Familie Schlotheim zurückgekauft und befindet sich seit dem wieder in deren Privatbesitz.
Weitere zeitgleich bestehende Rittergüter in Auleben neben dem der Herren von Schlotheim, was die Besonderheit des Ortes ausmacht, waren die Abgunst im Besitz der Familie von Rüxleben, sowie die Rittergüter der Familien Biela, von Wintzingerode und Schneidewind.
Als Teil des Rüxleber Gutes der Herren von Rüxleben besteht bis heute ein gut erhaltener Wohnturm als Teil eines hochmittelalterlichen Herrensitzes.

### Rothenburger (vor 1223) und Beichlinger (1223– etwa um 1300)
Auleben gehörte gemeinsam mit Hamma und Görsbach und weiteren Ortschaften im Süden und Osten Nordhausens zum Amt Heringen, welches gemeinsam mit dem östlich benachbarten Amt Kelbra von frühester Zeit bis zum Jahre 1952 dieselbe äußere Verwaltungsgeschichte durchlaufen hat, also zu den gleichen Fürstenhäusern bzw. innerdeutschen Verwaltungseinheiten gehörten. Vor dem Jahr 1223 etwa waren die Besitzer beider Ämter die Rothenburger, welche durch Kinderlosigkeit die Herrschaft im selbigen Jahre 1223 an die Grafen von Beichlingen vererbten. Zwischen 1223 und etwa um das Jahr 1300 herum gehörte das Amt Heringen zur Grafschaft Beichlingen. Die Rothenburger und Beichlinger saßen zu dieser Zeit auf der Rothenburg im Kyffhäusergebirge, hoch über der Stadt Kelbra. Etwa um 1300 herum wurde das Amt Heringen an die Grafschaft Hohnstein veräußert.

### Hohnsteiner (etwa 1300–1413)
Etwa um das Jahr 1300 herum verkaufte Graf Friedrich IV., Stifter der Linie Beichlingen-Rothenburg und Burggraf von Kyffhausen, das Amt Heringen an Graf Heinrich III. von Hohnstein. Nach 1330 wurde die Grafschaft Hohnstein aufgeteilt auf die Erben Heinrich IV. und seinem Vetter Dietrich IV., wobei Dietrich IV Erblande Stifter der Linie Hohnstein-Heringen wurde, und somit auch Herr über Auleben. Dieser errichtete die Wasserburg Heingen und vergab zugehörigem Ort Heringen wenige Jahre danach die Stadtrechte, 1373 wurde die Grafschaft Hohnstein auf die Linien Hohnstein-Kelbra-Heringen und Hohnstein-Lohra-Klettenberg vollständig aufgeteilt.
Im Fleglerkrieg 1412 wurden große Teile der Grafschaft Hohnstein-Kelbra-Heringen zerstört.

### Wettiner, Stolberger und Schwarzburger (1413–1806)
Bereits 1413 musste nach dem Fleglerkrieg der Hohnsteiner Graf Dietrich IX seine Ansprüche auf die Ämter Kelbra und Heringen an die Thüringer Landgrafen Friedrich IV der Streitbare, Willhelm II und Friedrich IV aus dem Hause Wettin überlassen. Der Graf blieb noch einige Jahre in einem Lehnsverhältnis. Im Jahre 1417 verstarb Dietrich IX. Graf zu Hohnstein (Linie Hohnstein-Kelbra-Heringen) ohne männliche Nachkommen. Damit wurden weiterhin als Lehen der wettinischen Landgrafen von Thüringen das Schloss, die Stadt und das Amt Heringen mitsamt umliegender Dörfer auf 4 Erben aufgeteilt: (1) Graf Botho, Herr zu Stolberg, (2) Graf Heinrich von Schwarzburg, Herr zu Arnstadt und Sondershausen, (3) der Schwester des Grafen Dietrich, Lutradis, Ehefrau des Heinrich VII von Gera und Lobenstein und (4) der anderen Schwester, Elisabeth, Ehefrau des Gottschalk zu Plesse.
1432 und 1439 verkauften die Neffen Dietrichs IX. von Hohnstein-Heringen, Heinrich Reuß von Gera und Gottschalk von Plesse, ihre Anteile an Heringen ebenfalls an die Grafen von Schwarzburg und die Grafen zu Stolberg, welche von dieser Zeit an gemeinsam mit Stadt und Amt Heringen belehnt wurden. Mit dem neuen Lehnsbrief der sächsischen Herzöge Friedrich und Wilhelm vom Januar 1440 endet das Zeitalter der Hohnsteiner in der Goldenen Aue. Es blieben als Pfandnehmer nur noch die Stolberger und Schwarzburger, welche ihre Residenzen in Stolberg bzw. Sondershausen und Frankenhausen aufbauten.
Von da ab wurde die Goldene Aue mit den Städten Heringen und Kelbra mitsamt umliegenden Dörfern in eine Randlage gedrängt, welche durch die geteilten Herrschaftsverhältnisse geprägt war und bis heute noch vorhanden ist.

### Napoleonische Zeit (1806–1815)
Mit der Schaffung des Rheinbund im Jahre 1806, dem Königreich Westphalen (1807) und der Schaffung des Königreich Sachsen (1806), dank eines Bündnisses des Kurfürstentums Sachsen mit Napoleon; lag das Amt Heringen mit umliegenden Dörfern im Rheinbund und somit durchgehend unter der Kontrolle Napoleons. Auf den historischen Karten aus dieser Zeit ist ersichtlich, dass Heringen weder im Königreich Westphalen, noch im Königreich Sachsen lag, aber ganz in ihrer Nähe und innerhalb des Rheinbundes, an welche sich spätestens im Jahre 1808 auch Schwarzburg und Stolberg angeschlossen hatten.

### PreußischeProvinz Sachsen(1815–1945)
Nach dem Sieg über Napoleon erfolgte der Wiener Kongress (1814–1815), wo die großen Siegerstaaten sich reichlich mit Territorien selbst bedienten. Preußen annektierte nicht nur weite Gebiete des Königreiches Sachsen, sondern auch bis dahin auch selbstständige Städte, geistliche Territorien und Kleinstaaten Thüringens, Hessens und des Rheinlandes; hier im Gebiet der Goldenen Aue die Grafschaft Stolberg, die freie Reichsstadt Nordhausen und die bisher unter gemeinschaftlicher Schwarzburger und Stolberger Herrschaft stehenden Ämter Heringen und Kelbra. Sämtliche ehemals sächsischen- und thüringischen Annexionen wurden in der neu entstandenen preußischen Provinz Sachsen zusammengefasst. Beide Ämter gemeinsam mit der gesamten Grafschaft Stolberg und somit auch Auleben kamen an den 1816 gebildeten Regierungsbezirk Merseburg und dort an den Landkreis Sangerhausen (Provinz Sachsen), während die Grafschaft Schwarzburg-Rudolstadt Unterherrschaft Frankenhausen für den Verlust beider Ämter von Preußen eine Abfindung erhielt.

### Sowjetische Besatzung und DDR-Zeit (1945–1990)
Unter der sowjetischen Militäradministration wurde 1945 aus den preußischen Regierungsbezirken Merseburg und Magdeburg, dem dazwischenliegenden Freistaat Anhalt und den Braunschweigischen Territorien um Calförde und Blankenburg (Harz) kurzfristig eine neue „Provinz Sachsen“ gegründet, aus welcher mit der Auflösung Preußens 1947 erstmals ein Land Sachsen-Anhalt geschaffen wurde. So kam auch die Ämter Heringen und Kelbra mit all ihren Dörfern als Teil des Landkreises Sangerhausen des Regierungsbezirk Halle-Merseburg in dieses neue Land Sachsen-Anhalt. Der preußische Regierungsbezirk Erfurt mit der Stadt Nordhausen und dem umliegenden Kreis Grafschaft Hohnstein kam nach Thüringen. Am 7. Oktober 1949 wurde die DDR gegründet, am 23. Juli kam das „Gesetz über die weitere Demokratisierung des Aufbaus und der Arbeitsweise der staatlichen Organe in den Ländern in der Deutschen Demokratischen Republik“, in welchem die damaligen Länder ihre Kreise neu zu gliedern hatten und diese in mehrere Bezirke zusammenzufassen, um dann ihre Aufgaben auf diese zu übertragen. Dies wurde bereits zum 25. Juli 1952 umgesetzt. Es entstanden 14 Bezirke, aus 132 Kreisen wurden 217. (Kreisreformen in der DDR). Dabei wurde der westliche Teil des Landkreises Sangerhausen einschließlich dem gesamten historischen Amt Heringen dem neu gegründeten DDR Kreis Nordhausen übertragen. und kam somit zum Bezirk Erfurt.

### Auleben nach der Wiedervereinigung 1990 bis heute
Mit der Wiedervereinigung kam der gesamte ehemalige DDR-Bezirk Erfurt geschlossen ins neu gegründete Bundesland Thüringen, und so auch erstmals das Amt Heringen mitsamt Auleben. 1992 wurde Auleben zum „Europadorf Auleben“ ernannt.

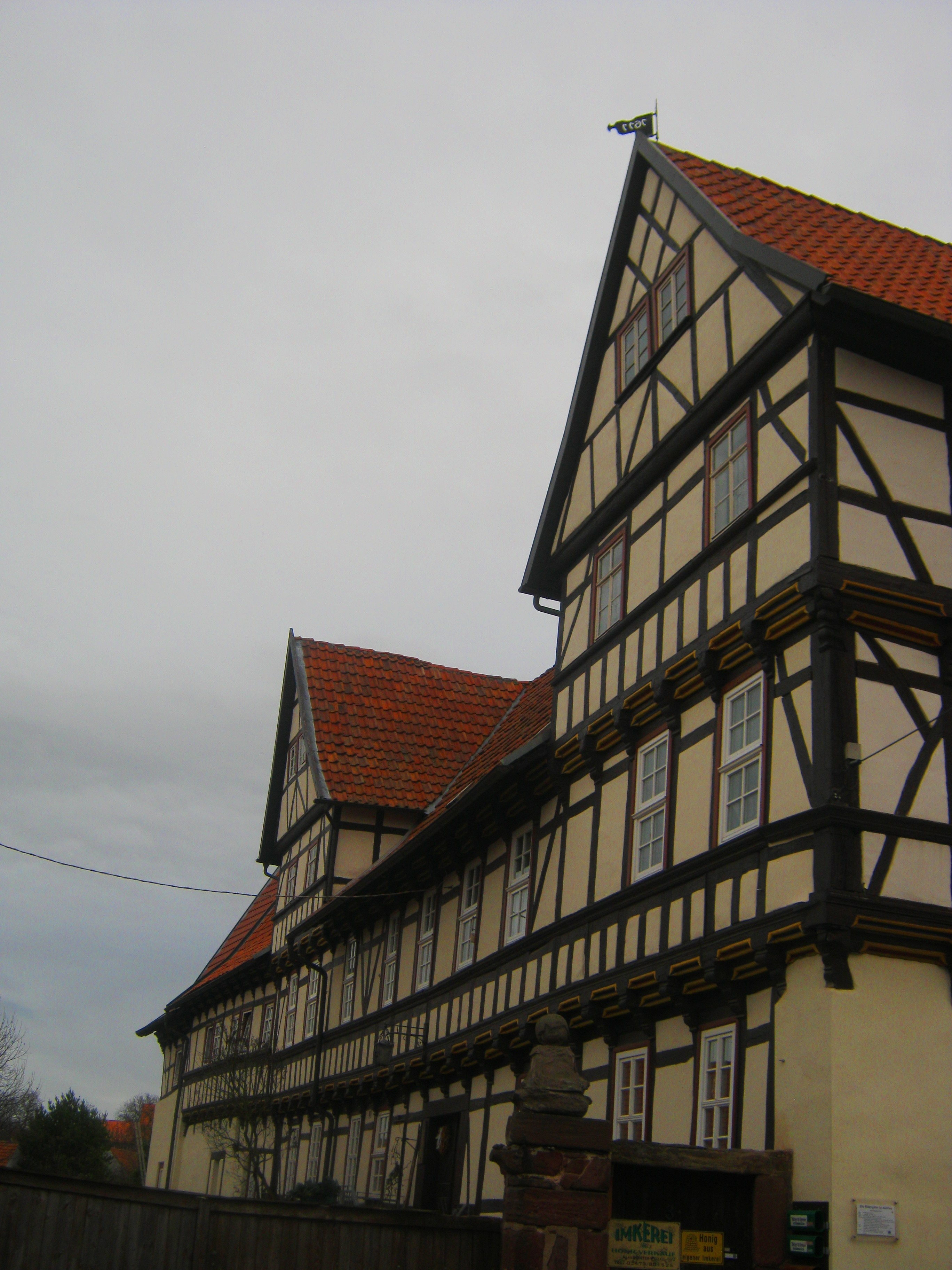
Alter Rüxlebener Hof

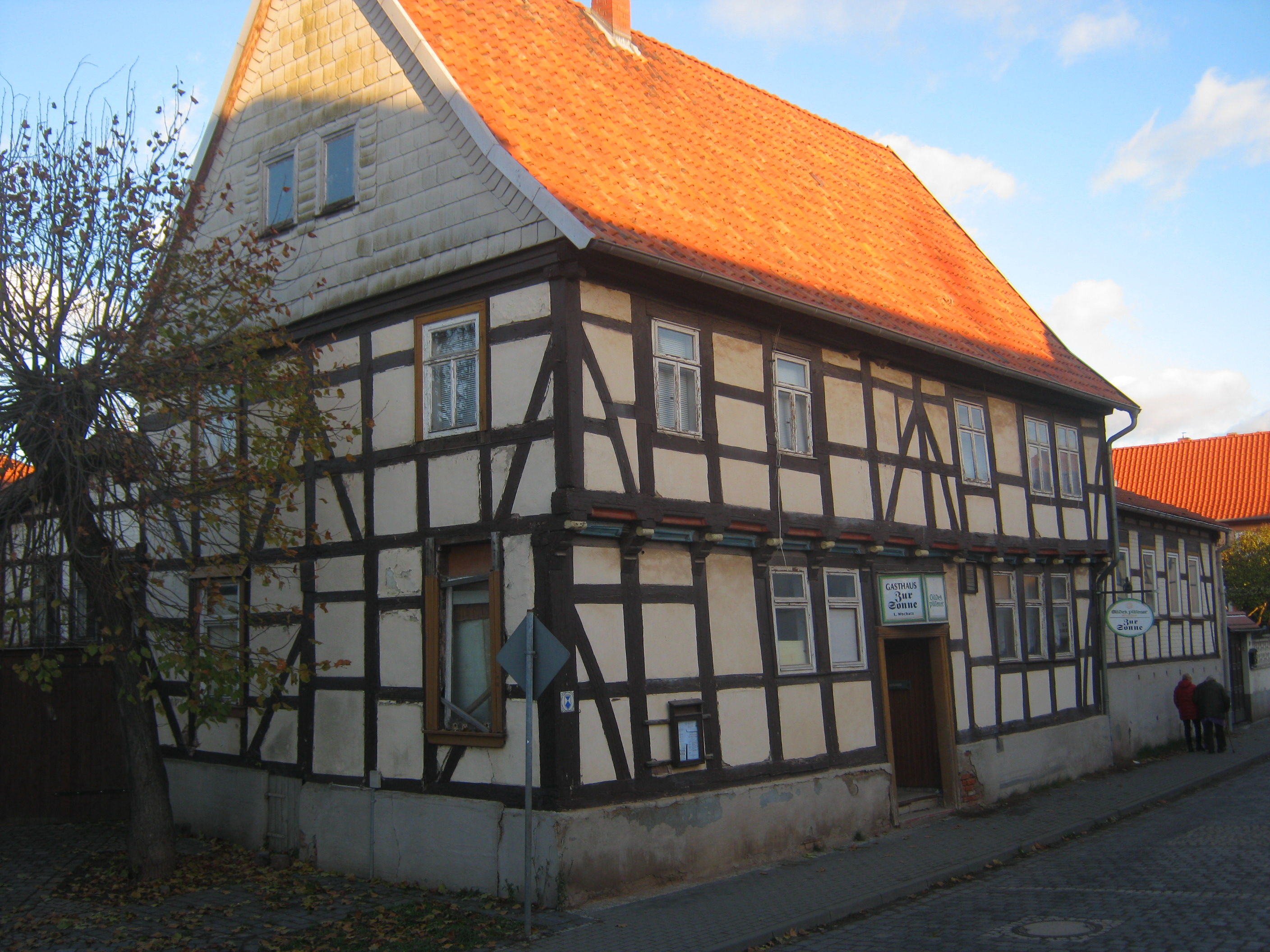
Gasthaus Zur Sonne in Auleben

Zum 1. Dezember 2010 schlossen sich die Stadt Heringen/Helme sowie die Gemeinden Auleben, Hamma, Uthleben und Windehausen zur Landgemeinde Heringen/Helme zusammen. Die Verwaltungsgemeinschaft Goldene Aue wurde aufgelöst.

## Ehrenbürgerin
Die Geographin Gudrun Höhl wurde 2008 zur Ehrenbürgerin von Auleben ernannt.

## Kultur und Sehenswürdigkeiten
Auleben ist verschwistert mit den Orten
- Balatonmáriafürdő in Ungarn
- Löhnberg in Hessen

Am 19. November 1993 wurde im Humboldtschen Schloss der Förderverein Europadorf Auleben gegründet. Die Vorbereitung der 1175-Jahr-Feier war ein erster Höhepunkt des Vereins, der sich nun um Kunst und Kultur, Landschafts- und Denkmalschutz in der Region bemüht.

### Bauwerke
- Humboldtsches Schloss, fertiggestellt 1518
- Kirche St. Petrus und Paulus von 1794.
- Rittergut Schlotheimer Hof
- Rittergut Neuer Rüxleber Hof mit dem Museum für Alltagsgeschichte
- Alter Rüxlebener Hof
- Gasthaus zur Sonne
- Der Bismarckturm von Auleben steht ca. 700 m südöstlich des Ortes Auf dem Fürstenholz. Dieser nur 7,9 m hohe Aussichtsturm wurde 1905 aus Sandsteinquadern errichtet. Eine Wendeltreppe mit 41 Stufen führt zur Aussichtsplattform, die von einem Metallgeländer eingefasst ist.[18]

## Persönlichkeiten
- Friedrich Barthol von Bielen (1653–1708), Berghauptmann, Rat und Amtmann zu Leutenberg, schwarzburg-rudolstädtischer Kammerdirektor
- Carl Friedrich von Biela (1732–1803), kaiserlich-königlicher Feldmarschall
- Carl Christian von Schlotheim (1739–1804), schwarzburgischer Amtshauptmann, Rittergutsbesitzer in Uthleben und Auleben
- Louis Krell (1832–1919), Orgelbauer